# Борово (гміна Добре)
Борово (пол. Borowo) — село в Польщі, у гміні Добре Радзейовського повіту Куявсько-Поморського воєводства.
Населення — 112 осіб (2011).
У 1975-1998 роках село належало до Влоцлавського воєводства.

## Демографія
Демографічна структура станом на 31 березня 2011 року:
|          | Загалом | Допрацездатний вік | Працездатний вік | Постпрацездатний вік |
| -------- | ------- | ------------------ | ---------------- | -------------------- |
| Чоловіки | 57      | 9                  | 41               | 7                    |
| Жінки    | 55      | 9                  | 27               | 19                   |
| Разом    | 112     | 18                 | 68               | 26                   |